# Grammy Award para Melhor Álbum de Rock
O Prêmio Grammy para Melhor Álbum de Rock é um prêmio concedido pelo Grammy Awards, uma cerimônia que foi criada em 1958 e originalmente chamada de Gramophone Awards, para os artistas que gravam álbuns de qualidade no gênero rock. Há honras apresentadas em várias categorias na cerimônia anual pela Academia da Gravação dos Estados Unidos visando "honrar as realizações artísticas, a proficiência técnica e a excelência global na indústria fonográfica, sem levar em conta as vendas de álbuns ou posição nas paradas".
O prêmio de Melhor Álbum de Rock foi apresentado pela primeira vez para a banda The Rolling Stones em 1995, e o nome da categoria se manteve inalterado desde então. De acordo com a descrição da categoria no 52º Grammy Awards, o prêmio é concedido ao "rock vocal ou instrumental, hard rock ou álbuns de metal contendo pelo menos 51% o tempo de reprodução do material recém-gravado". Desde 1996, os premiados são incluídos os produtores, engenheiros e/ou mixers associados com o trabalho indicado para além dos artistas da gravação.
A banda Foo Fighters detém o recorde de mais vitórias nesta categoria, com cinco. Duas vezes vencedores incluem Sheryl Crow, Green Day, MUSE e U2. Os artistas norte-americanos receberam mais vezes o prêmio do que qualquer artista de outra nacionalidade; artistas ou grupos originários da Irlanda e do Reino Unido, ganharam duas vezes, e artistas canadenses e mexicanos, uma vez. Foo Fighters mantém o recorde de maior número de indicações com seis. Neil Young detém o recorde de maior número de indicações sem vitória.

## Vencedores
| Ano  | Artista               | Nacionalidade           | Trabalho                                  | Indicados | Ref.   |
| ---- | --------------------- | ----------------------- | ----------------------------------------- | --- | ------ |

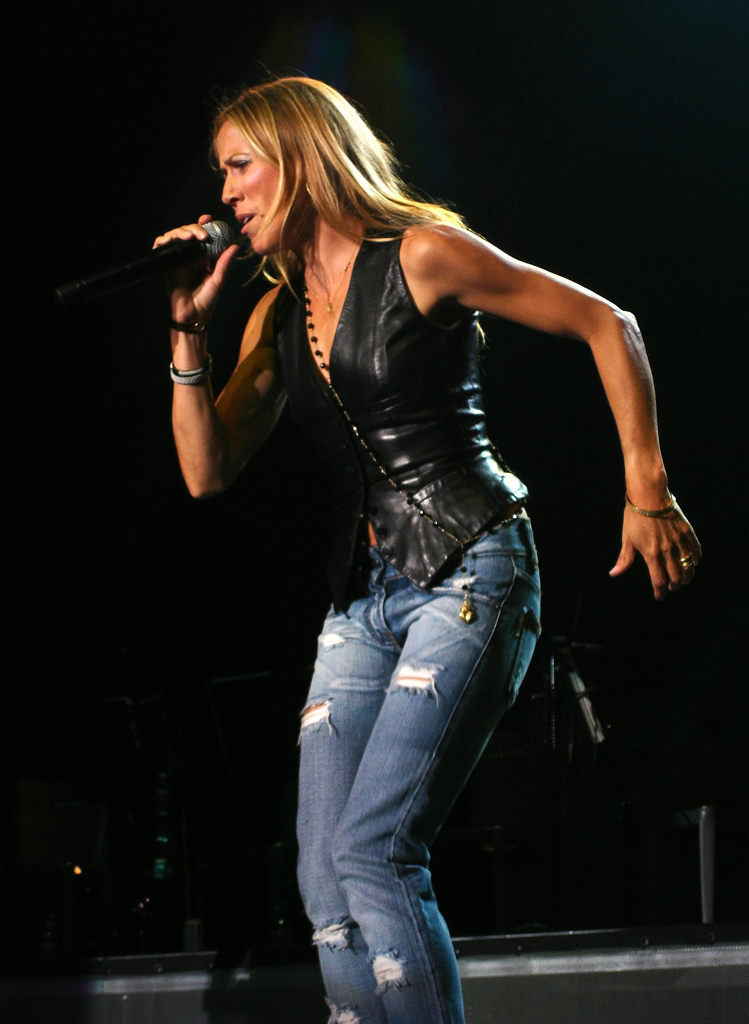
Duas vezes vencedora Sheryl Crow

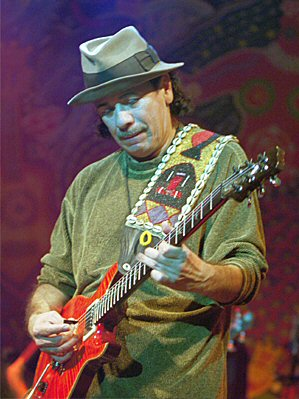
Carlos Santana da banda vencedora do prêmio em 2000, Santana

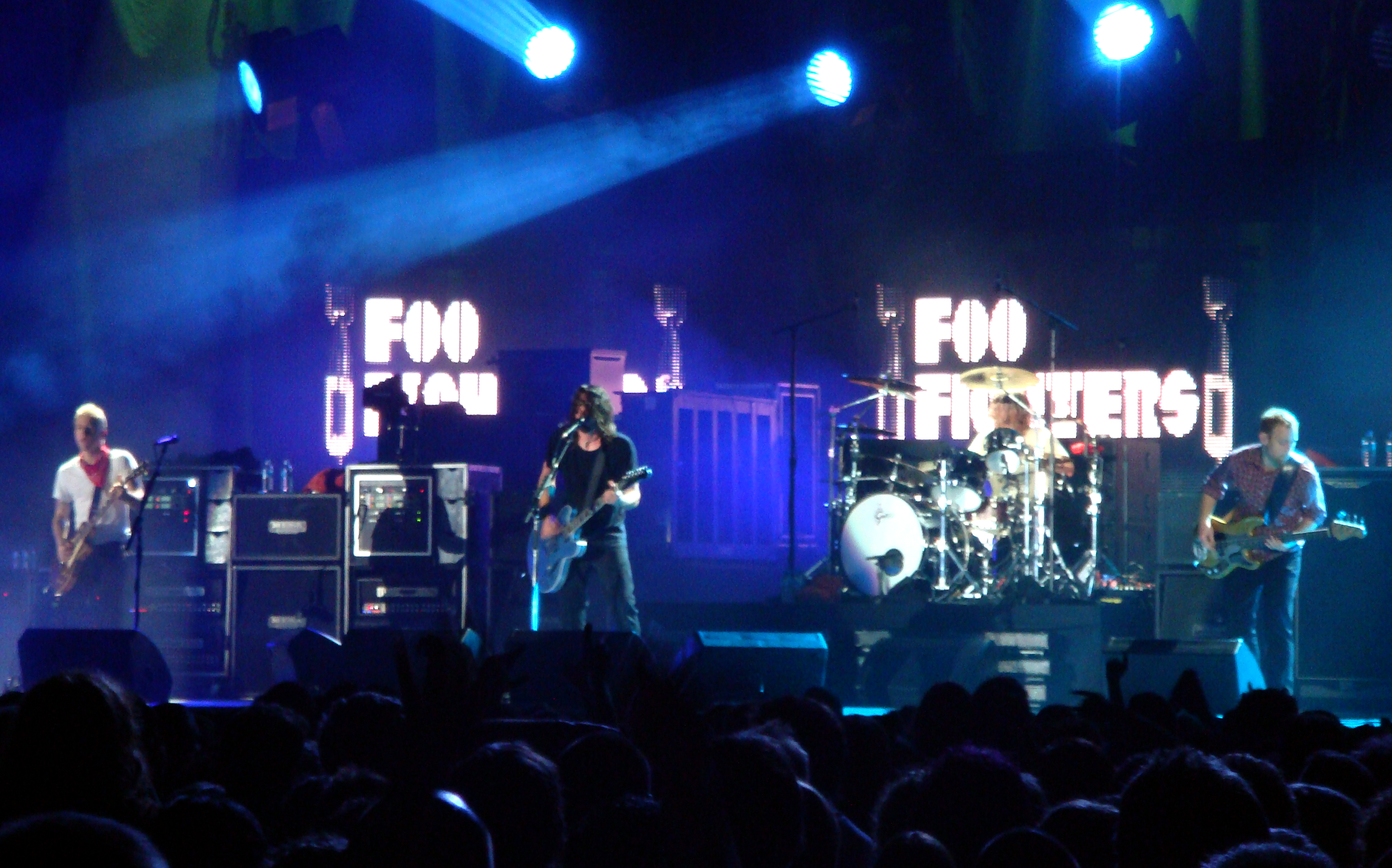
A banda quatro vezes vencedora Foo Fighters

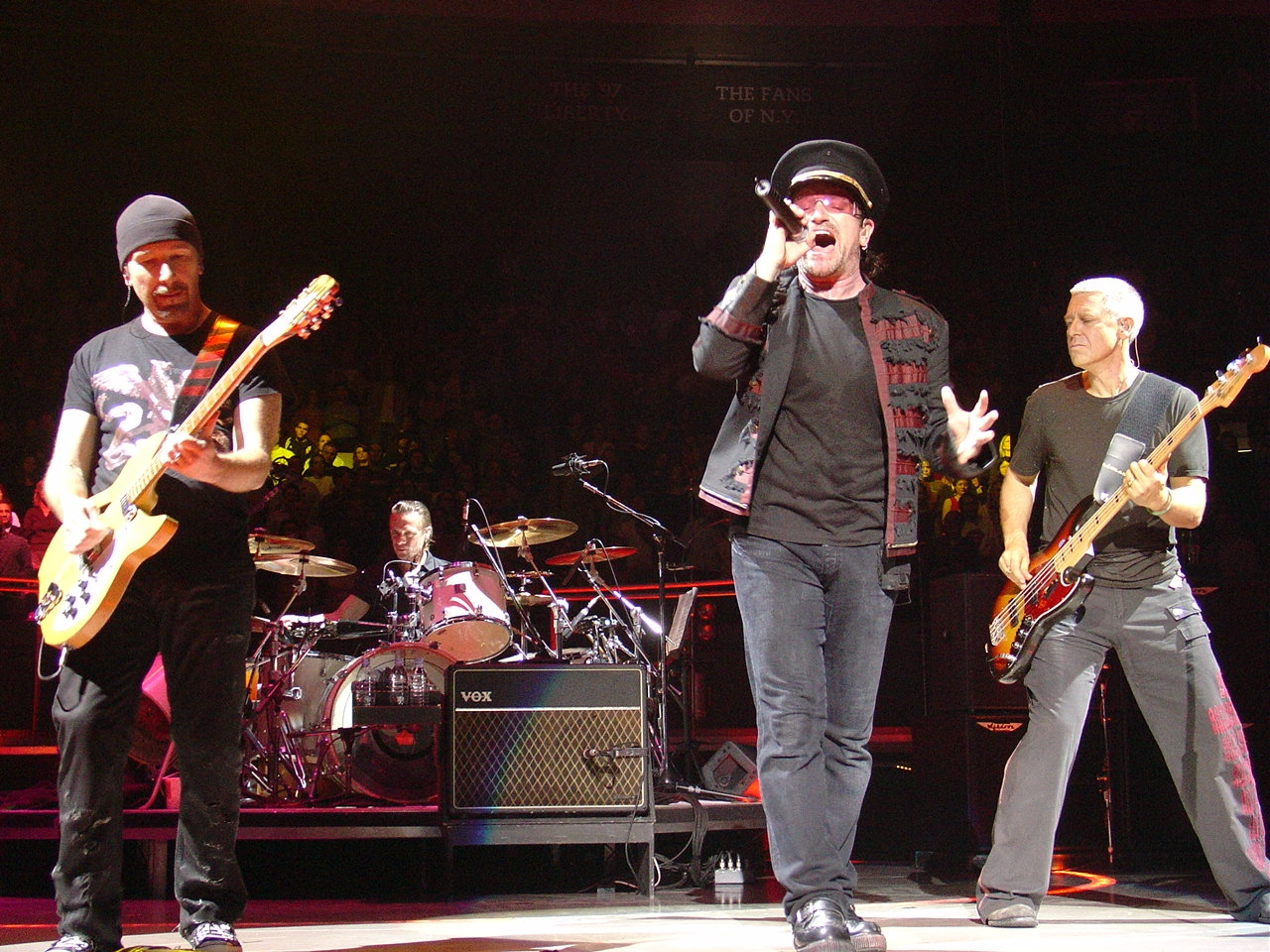
A banda duas vezes vencedora U2, performando em 2005 durante a Vertigo Tour

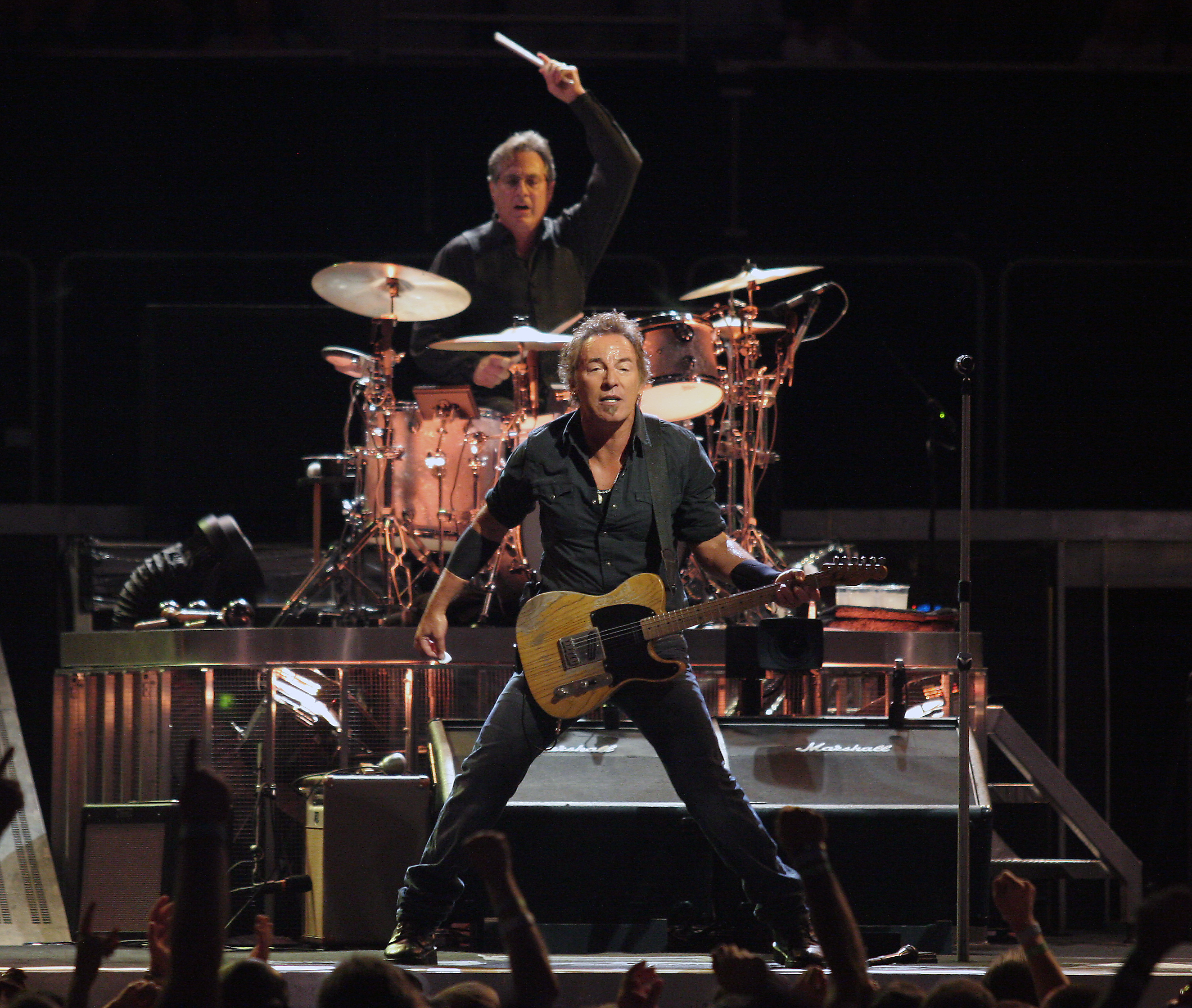
O vencedor de 2003 Bruce Springsteen, performando em 2008

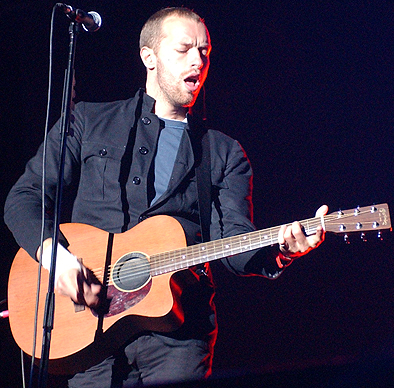
Chris Martin da banda vencedora em 2009, Coldplay

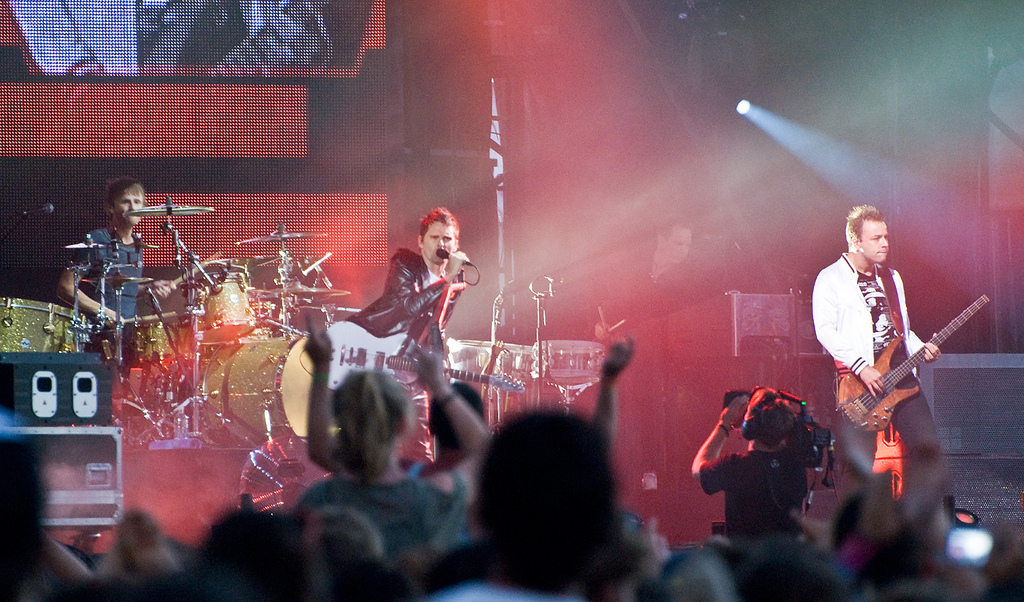
A banda britânica Muse levou o prêmio duas vezes na década de 2010

| 1995 | The Rolling Stones    | Reino Unido             | Voodoo Lounge                             | - Neil Young e Crazy Horse – Sleeps with Angels | [ 5 ]  |
| 1996 | Alanis Morissette     | Canadá                  | Jagged Little Pill                        | - Neil Young – Mirror Ball | [ 6 ]  |
| 1997 | Sheryl Crow           | Estados Unidos          | Sheryl Crow                               | - Neil Young e Crazy Horse – Broken Arrow | [ 7 ]  |
| 1998 | John Fogerty          | Estados Unidos          | Blue Moon Swamp                           | - U2 – Pop | [ 8 ]  |
| 1999 | Sheryl Crow           | Estados Unidos          | The Globe Sessions                        | - Hole – Celebrity Skin | [ 9 ]  |
| 2000 | Santana               | México · Estados Unidos | Supernatural                              | - Tom Petty and the Heartbreakers – Echo | [ 10 ] |
| 2001 | Foo Fighters          | Estados Unidos          | There Is Nothing Left to Lose             | - Rage Against the Machine – The Battle of Los Angeles | [ 11 ] |
| 2002 | U2                    | Irlanda                 | All That You Can't Leave Behind           | - Linkin Park – Hybrid Theory | [ 12 ] |
| 2003 | Bruce Springsteen     | Estados Unidos          | The Rising                                | - Tonic – Head on Straight | [ 13 ] |
| 2004 | Foo Fighters          | Estados Unidos          | One by One                                | - Nickelback – The Long Road | [ 14 ] |
| 2005 | Green Day             | Estados Unidos          | American Idiot                            | - Velvet Revolver – Contraband | [ 15 ] |
| 2006 | U2                    | Irlanda                 | How to Dismantle an Atomic Bomb           | - Neil Young – Prairie Wind | [ 16 ] |
| 2007 | Red Hot Chili Peppers | Estados Unidos          | Stadium Arcadium                          | - Neil Young – Living with War | [ 17 ] |
| 2008 | Foo Fighters          | Estados Unidos          | Echoes, Silence, Patience & Grace         | - Wilco – Sky Blue Sky | [ 18 ] |
| 2009 | Coldplay              | Reino Unido             | Viva la Vida or Death and All His Friends | - The Raconteurs – Consolers of the Lonely | [ 19 ] |
| 2010 | Green Day             | Estados Unidos          | 21st Century Breakdown                    | - U2 – No Line on the Horizon | [ 20 ] |
| 2011 | Muse                  | Reino Unido             | The Resistance                            | - Neil Young – Le Noise | [ 21 ] |
| 2012 | Foo Fighters          | Estados Unidos          | Wasting Light                             | - Jeff Beck - Rock 'n' Roll Party (Honoring Les Paul) - Kings Of Leon - Come Around Sundown - Red Hot Chili Peppers - I'm with You - Wilco - The Whole Love                       |        |
| 2013 | The Black Keys        | Estados Unidos          | El Camino                                 | - Coldplay - Mylo Xyloto - Muse - The 2nd Law - Bruce Springsteen - Wrecking Ball - Jack White - Blunderbuss                                                                      |        |
| 2014 | Led Zeppelin          | Reino Unido             | Celebration Day                           | - Black Sabbath – 13 - David Bowie – The Next Day - Kings of Leon – Mechanical Bull - Queens of the Stone Age – ...Like Clockwork - Neil Young com Crazy Horse – Psychedelic Pill | [ 22 ] |
| 2015 | Beck                  | Estados Unidos          | Morning Phase                             | - Ryan Adams – Ryan Adams - Beck – Morning Phase - The Black Keys – Turn Blue - Tom Petty and the Heartbreakers – Hypnotic Eye - U2 – Songs of Innocence                          | [ 23 ] |
| 2016 | Muse                  | Reino Unido             | Drones                                    | - James Bay – Chaos and the Calm - Death Cab for Cutie – Kintsugi - Highly Suspect – Mister Asylum - Slipknot – .5: The Gray Chapter                                              | [ 24 ] |
| 2017 | Cage the Elephant     | Estados Unidos          | Tell Me I'm Pretty                        | - Blink-182 – California - Gojira – Magma - Panic! at the Disco – Death of a Bachelor - Weezer – Weezer                                                                           | [ 25 ] |
| 2018 | The War on Drugs      | Estados Unidos          | A Deeper Understanding                    | - Mastodon – Emperor of Sand - Metallica – Hardwired... to Self-Destruct - Nothing More – The Stories We Tell Ourselves - Queens of the Stone Age – Villains                      | [ 26 ] |
| 2019 | Greta Van Fleet       | Estados Unidos          | From the Fires                            | - Alice in Chains – Rainier Fog - Fall Out Boy – M A N I A - Ghost – Prequelle - Weezer – Pacific Daydream                                                                        | [ 27 ] |
| 2020 | Cage the Elephant     | Estados Unidos          | Social Cues                               | - Bring Me the Horizon – Rainier Fog - The Cranberries – In the End - I Prevail – Trauma - Rival Sons – Feral Roots                                                               | [ 28 ] |
| 2021 | The Strokes           | Estados Unidos          | The New Abnormal                          | - Fontaines D.C. – A Hero's Death - Michael Kiwanuka – Kiwanuka - Grace Potter – Daylight - Sturgill Simpson – Sound & Fury                                                       | [ 29 ] |
| 2022 | Foo Fighters          | Estados Unidos          | Medicine at Midnight                      | - AC/DC - Power Up - Black Pumas - Capitol Cuts - Live from Studio A - Chris Cornell - No One Sings Like You Anymore - Paul McCartney - McCartney III                             | [ 30 ] |
| 2023 | Ozzy Osbourne         | Estados Unidos          | Patient Number 9                          | - The Black Keys – Dropout Boogie - Elvis Costello & The Imposters – The Boy Named If - IDLES – Crawler - Machine Gun Kelly – Mainstream Sellout - Spoon – Lucifer on the Sofa    | [ 31 ] |
| 2024 | Paramore              | Estados Unidos          | This Is Why                               | - Foo Fighters – But Here We Are - Greta Van Fleet – Starcatcher - Metallica – 72 Seasons - Queens of the Stone Age – In Times New Roman...                                       |        |
| 2025 | The Rolling Stones    | Reino Unido             | Hackney Diamonds                          | - The Black Crowes – Happiness Bastards - Fontaines D.C. – Romance - Green Day – Saviors - Idles – Tangk - Pearl Jam – Dark Matter - Jack White – No Name                         |        |